# Бельская, Галина Петровна
Гали́на Петро́вна Бе́льская (17 октября 1936- 7 января 2025 года) — советская и российская писательница, историк, журналист, член редколлегии журнала «Знание — сила».

## Биография
Родилась в 1936 году.
Галина Петровна — член редколлегии журнала «Знание — сила»

### Семья
Галина Петровна — дочь советской актрисы Натальи Медведевой.
Дедушка: Павел Николаевич Медведев – филолог и критик, профессор литературы, автор первой биографии Александра Блока, соратник Михаила Бахтина.

## Некоторые публикации
- «Мир — дети — война».
- 2014 год — «Короткая прогулка перед долгим сном» М., издательство «Новый хронограф»[1], ISBN 978-5-94881-260-1 Год издания: 2015.
- 2021 год — «Остров в океане»[2]